# Spreizhose

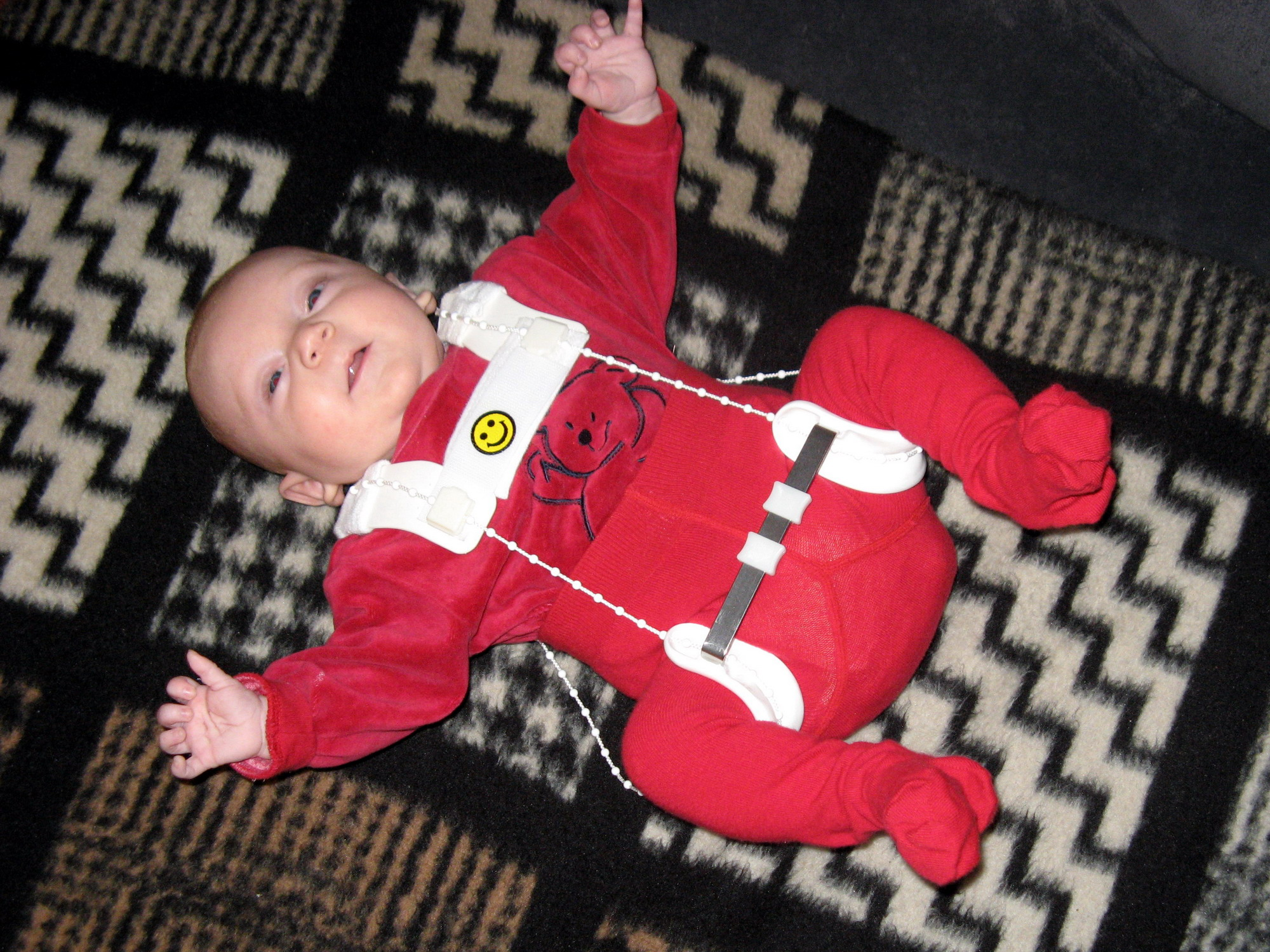
Angelegte Spreizhose (eigentlich Tübinger Hüftbeugeschiene) bei einem Säugling

Die Spreizhose  oder Tübinger Hüftbeugeschiene nach Bernau ist ein orthopädisches Hilfsmittel, das bei Säuglingen mit angeborener Hüftgelenksdysplasie beide Hüftgelenke gebeugt und abgespreizt hält. Es gehört somit zu den Orthesen. Dadurch wird der Druck des Hüftkopfes auf die Pfanne verstärkt, was das Wachstum der Gelenkpfanne begünstigt. 
Die Indikation für die Spreizhose wird gestellt, wenn sich in der Sonographie der Säuglingshüfte keine altersgerechte Entwicklung des Gelenks zeigt. Durch dieses einfache Hilfsmittel können viele Operationen vermieden werden. Daher wurde zum Beispiel in den 1960er und 1970er Jahren vor breiter Verfügbarkeit der Sonographie eine (der Spreizhose ähnlich wirkende) spezielle Windelhose empfohlen, um einer Hüftgelenksfehlbildung vorzubeugen.